# Pädagogische Hochschule Braunschweig

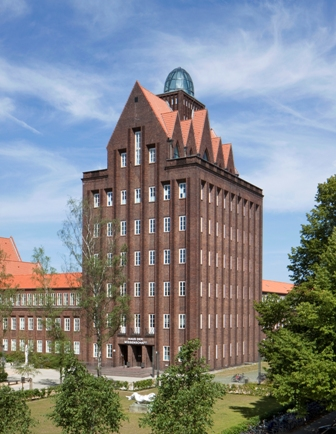
Das Haus der Wissenschaft mit Kuppel

Die Pädagogische Hochschule Braunschweig bestand unter dem Namen Kant-Hochschule von 1945 bis 1969 in Braunschweig.

## Geschichte

### 1927 – 1945
Der Freistaat Braunschweig richtete 1927 an der Technischen Hochschule Braunschweig die VIII. Kulturwissenschaftliche Abteilung ein, wo die künftigen Volksschullehrer sechs Semester studieren mussten. Damit fand die Ausbildung der Volksschullehrer an einer akademischen Hochschule statt, was in der Weimarer Republik noch eine Ausnahme war. Eine Promotion zum Dr. kult. war möglich und wurde von 1931 bis 1944 in 20 Dissertationen erreicht. Von 1930 bis 1937 haben 446 Studenten und 117 Studentinnen erfolgreich studiert. Die TH nahm diese Aufgabe gern an, um sich breiter akademisch aufzustellen. In der Zeit des Nationalsozialismus bestand in Braunschweig eine Hochschule für Lehrerbildung als „Bernhard-Rust-Hochschule“, deren Gebäude von 1935 bis 1937 errichtet wurde. 1941 wurde daraus eine Lehrerbildungsanstalt ohne akademischen Anspruch.

### 1945 – 1969/78
Der kommissarische Oberbürgermeister der Stadt Braunschweig Erich Bockler schuf 1945 die „Kant-Hochschule“, um im Sinne der Aufklärung und des moralischen Gesetzes nach Kant Lehrer für die Zukunft auszubilden. Die Eingangshalle der Hochschule zeigte die Inschrift „Der Mensch aber ist keine Sache, mithin nicht etwas, das bloß als Mittel zum Zweck gebraucht werden kann.“ (I. Kant, Metaphysik der Sitten) Am 2. November 1945 begann in der Kant-Hochschule der Studienbetrieb. Von fast 900 Bewerbern wurden nur je 100 – 150 pro Jahrgang aufgenommen, darunter immer eine Zahl begabter Nichtabiturienten. 1945 waren es einmalig sogar 261 Studierende, für die 17 hauptamtliche Lehrkräfte bereit standen.
Anfangs hieß die Kant-Hochschule im Zusatz Hochschule für Lehrerbildung, doch mit dem Aufgehen Braunschweigs im Land Niedersachsen am 1. November 1946 wurde eine Umbenennung in Pädagogische Hochschule wie z. B. in Celle notwendig.
Ursprünglich wollte die britische Militärregierung alle Offiziere der Wehrmacht und Führer aus Hitlerjugend und BDM ausschließen, doch eine „hausgemachte“ Entnazifizierung schloss nur Bewerber aus, die Verbrechen begangen hatten. Der Großteil des Lehrkörpers war SPD-orientiert, bekannt wurde der Historiker und Geschichtsdidaktiker Georg Eckert. Direktor von 1948 bis 1956 war der spätere GEW-Vorsitzende Heinrich Rodenstein (Staatsbürgerliche Erziehung), der Vizedirektor Albert Trapp (Deutsch). Weitere Professoren ab 1948 waren Eberhard Schomburg (Heilpädagogik), der Philosoph und Kant-Experte Friedrich Kaulbach, Richard Beatus (Naturlehre) und der Psychologe Karl Zietz. Konsequent wurde an der Kant-Hochschule Politische Bildung als selbständiges Fach schon seit Gründung an betrieben, was an den anderen PH in Niedersachsen erst in den 1960er Jahren der Fall war. Der Abschluss war anfangs in vier Semestern zu erreichen, doch bis 1952 stieg die Zahl auf sechs Semester.
„Ein bis dahin in Niedersachsen, in der gesamten britischen Zone und darüber hinaus einmaliger Vorgang hatte stattgefunden. Auf der einen Seite billigten britische Erziehungsoffiziere – überzeugt von der Redlichkeit der Bemühungen um einen demokratischen Neubeginn seitens der Antragsteller und der Tatsache bewusst, dass es sich dabei um Personen handelte, die in der NS-Zeit Widerstand geleistet hatten – einen Schritt, der eindeutig den alliierten Vorschriften widersprach. Auf der anderen Seite praktizierte die Kant-Hochschule ein Verfahren bei der Beurteilung junger Menschen für die Zulassung zum Studium, das ihrer Meinung nach besser als jede Entnazifizierungsbestimmung in der Lage war, verantwortlich zur Entwicklung demokratischer Gesinnung beizutragen.“ (Zöllner, 1972)
1969 wurde die PH Braunschweig als ein Standort in die Pädagogische Hochschule Niedersachsen integriert. Im Jahr 1978 wurde der Braunschweiger Standort vollständig in die Technische Universität Braunschweig integriert.